# Croix de la Ville Martel
La Croix de la Ville Martel, près du lieu-dit "la Ville-Sotte" sur la route de Guégon, sur la commune de Guéhenno dans le Morbihan.

## Historique
La croix de la Ville Martel fait l’objet d’une inscription au titre des monuments historiques depuis le 3 janvier 1935.

## Architecture
La croix monolithe en granit possède un centre évidé en forme de losange. 
Les bras de la croix sont dessinés par quatre arcs de cercle tangents.